# Obwód ryski
Obwód ryski (ros. Рижская область; łot. Rīgas apgabals) – obwód istniejący w latach 1952–1953 w Łotewskiej SRR. Stolicą obwodu była Ryga. Obwód dzielił się na 24 rejony.

## Historia
Obwód utworzono 8 kwietnia 1952 r. w wyniku reformy administracyjnej dzielącej republiki bałtyckie na obwody. Obwód rozwiązano 25 kwietnia 1953 r.

## Podział administracyjny
Obwód dzielił się na 24 rejony, 1 miasto podległe bezpośrednio administracji Republiki i 1 miasto podległe administracji obwodowej:
- Ryga
- Jełgawa
- alojski
- alūksneński
- apeński
- baldoński
- bowski
- cesvaineński
- kieski
- elejski
- ērgļijski
- gaujenski
- gulbeneński
- jaunjelgavański
- jełgawski
- limbažiski
- madonański
- ogreski
- pļaviņaski
- ryski
- rūjienaski
- saulkrastiski
- siguldaski
- smilteneski
- valkaski
- valmierski